# グリセロールリン酸シャトル

グリセロールリン酸シャトル

グリセロールリン酸シャトル(Glycerol phosphate shuttle)またはグリセロール-3-リン酸シャトル(Glycerol-3-phosphate shuttle)は、真核生物において細胞質の解糖系などで副産物として生じたNADHからNAD+を再生する機構の1つである。動物、真菌、植物、原生生物などに広く存在している。

## 背景
NAD+/NADHは細胞内の様々な代謝系における酸化還元酵素の補酵素となり、ある反応から他の反応へと電子を運ぶ働きを持っている。異化は大枠で見れば酸化反応であり、それによって酸化型のNAD+が還元型のNADHへと変化するため、代謝を継続するためにはNADHを再酸化する必要がある。酸素呼吸を行えない条件では、たとえば乳酸発酵によってNAD+を再生する。真核生物が好気的条件にある場合、一般的にはミトコンドリアの電子伝達系が分子状酸素を使ってNADHを酸化し、その還元力を効果的に利用してATP合成を行っている。しかしNADHはミトコンドリア内膜を透過できないため、細胞質で生じたNADHを効率よく再酸化するための仕組みが必要になる。
グリセロールリン酸シャトルはそうした仕組みの1つであり、他にも様々な機構が知られている。哺乳類では通常リンゴ酸-アスパラギン酸シャトルが主に機能しており、グリセロールリン酸シャトルは特定の細胞でのみ機能している。植物ではリンゴ酸-アスパラギン酸シャトル以外にもリンゴ酸-オキサロ酢酸シャトルが知られている。また真菌や植物などには、細胞質側のNADHを直接呼吸鎖で酸化する2型NADHデヒドロゲナーゼが存在する。

## 機構
グリセロールリン酸シャトルは、細胞質にあるNAD依存性グリセロール-3-リン酸デヒドロゲナーゼ(cGPDH; EC 1.1.1.8)と、ミトコンドリア内膜の膜間腔側に表在するFAD依存性グリセロール-3-リン酸デヒドロゲナーゼ(mGPDH; EC 1.1.5.3)から構成されている。
細胞質のcGPDHはNADHをNAD+に酸化しジヒドロキシアセトンリン酸(DHAP)をグリセロール3-リン酸(G3P)に還元する。G3PやDHAPは分子量が小さく、ポリンを通ってミトコンドリア外膜を自由に通過できる。そうして膜間腔に入ったG3Pは、ミトコンドリア内膜上のmGPDHによってDHAPに酸化され、生じたDHAPは細胞質へと戻る。このときmGPDHは補酵素のFADを介して電子伝達系のユビキノン(CoQ10)を還元するので、複合体IIIや複合体IVの働きでプロトン濃度勾配を形成して酸化的リン酸化などに役立てることができる。

## 歴史
1956年から1959年にかけて、マールブルク大学のErnst Zebeらがトノサマバッタを用いて、またペンシルバニア大学（当時）のBertram Sacktorらがイエバエを用いて、それぞれ独立に飛翔筋に2つのグリセロール-3-リン酸デヒドロゲナーゼからなるシャトル系が存在することを提唱した。1975年になるとハムスターの褐色脂肪組織にも存在することが明らかになり、哺乳類においても生理的重要性を持つと考えられるようになった。